# Tristeza
Tristeza, scritta da Niltinho e Haroldo Lobo. Niltinho aveva scritto una prima bozza del testo nel 1963, Lobo diede alla canzone la sua forma definitiva nel 1965, poco prima della sua morte.
Il brano con il testo in italiano di  Alberto Testa fu inserito nell'album di Ornella Vanoni del 1967 Ornella Vanoni, con il titolo Tristezza, per favore va' via, pubblicato nel 45 giri Tristezza per favore va via/Il mio posto qual è .